# Braser

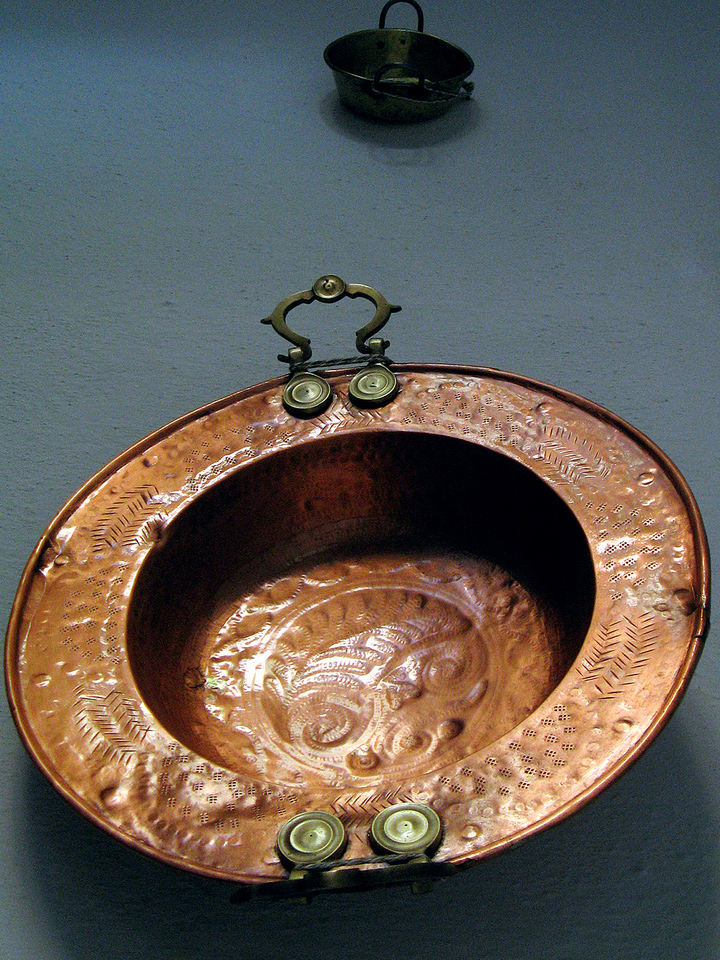
Braser de coure

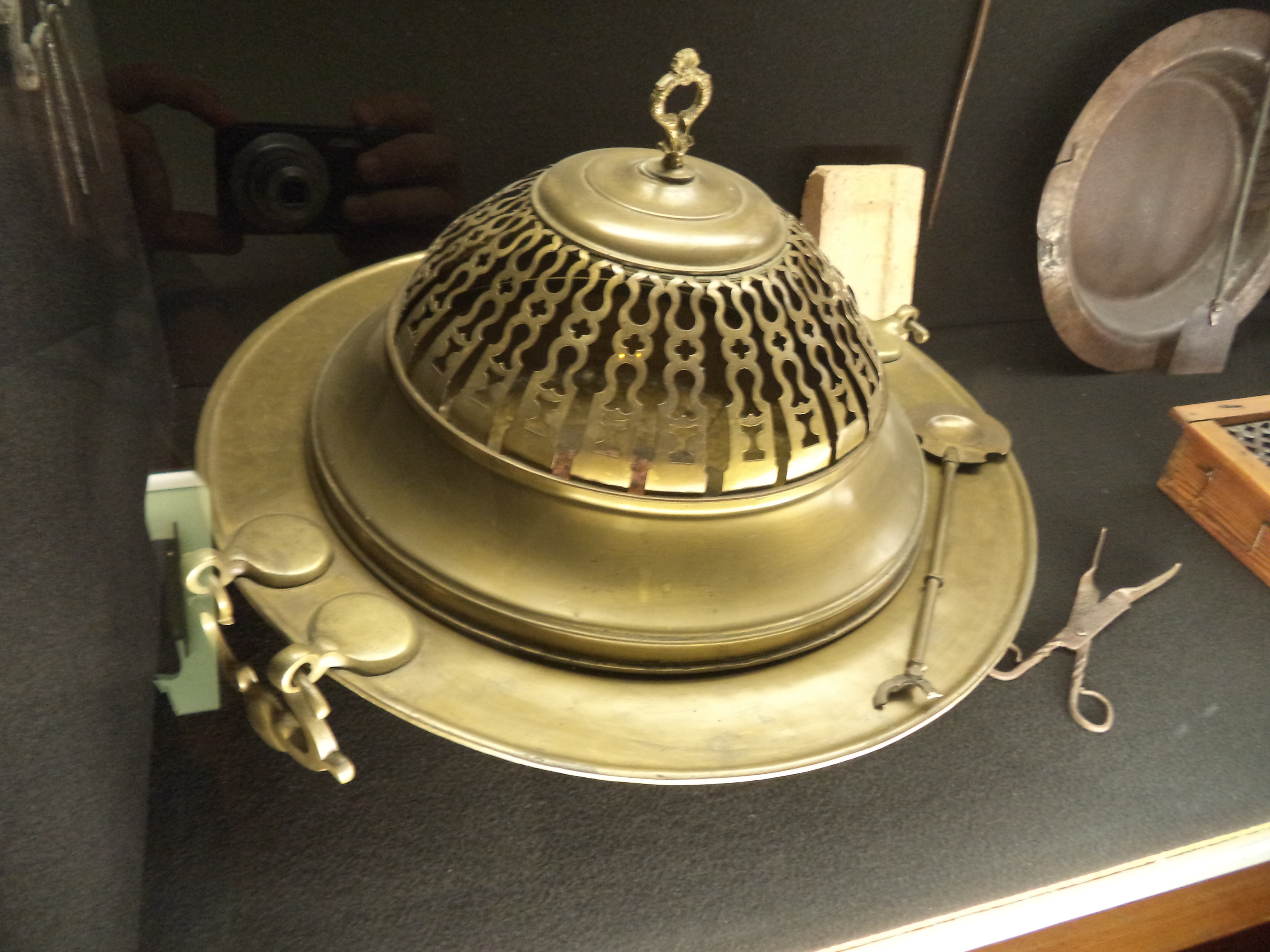
Braser de llautó

El braser és un recipient de metall en el qual s'hi fa foc o s'hi posen brases per a escalfar a l'interior dels habitatges. També es diu braser a qualsevol lloc on hi hagi brases que cremen. Modernament, es diu braser a certs dipòsits de brases cremant, com el compartiment superior de les calderes de calefacció de combustible sòlid.
Per extensió també rebia aquest nom el lloc on s'executava a certs delinqüents als condemnats a la foguera, en general jueus o infidels víctimes d'un dels mètodes més corrents amb què el " braç secular " executava als condemnats per la Inquisició.

## Història

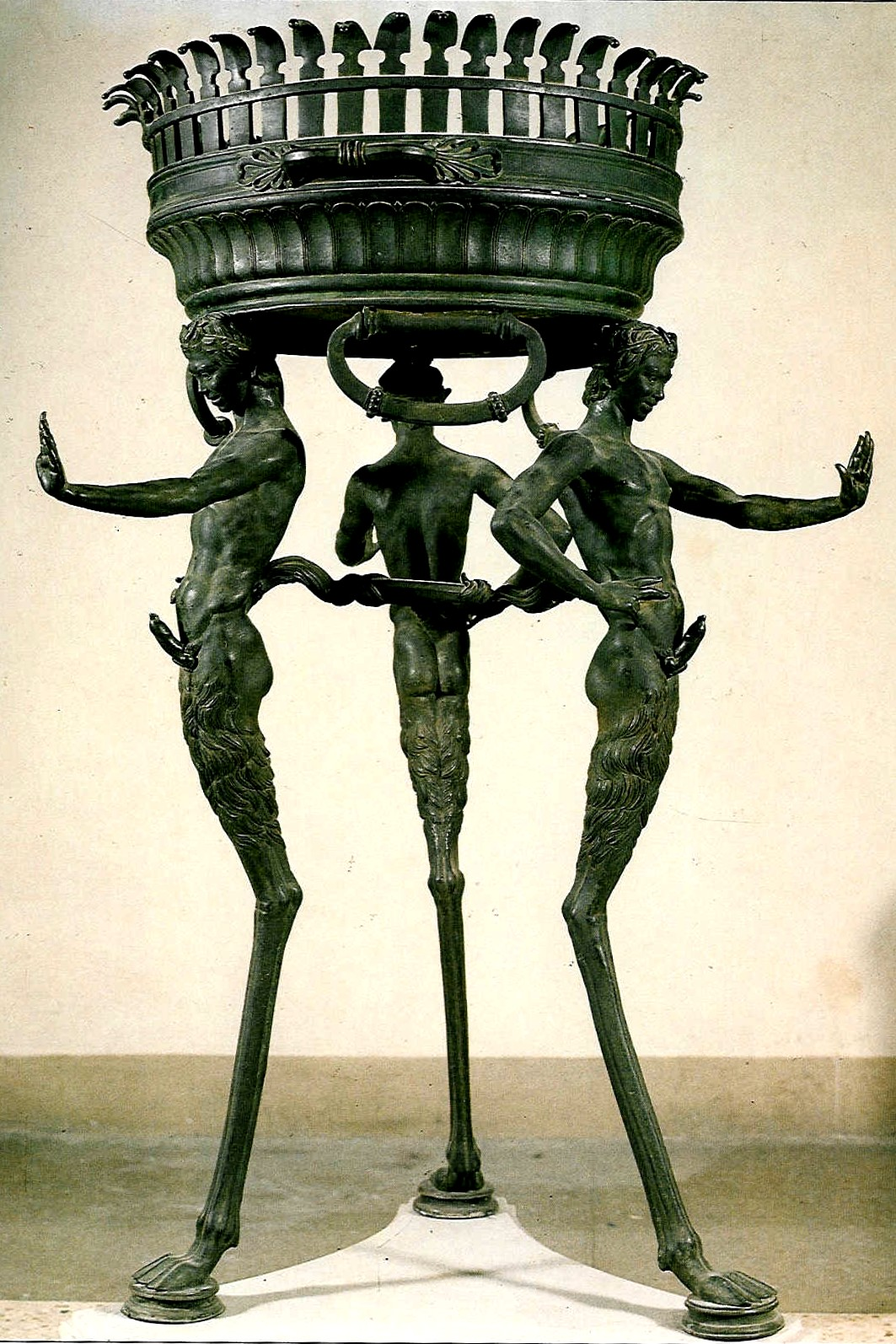
Braser de Pompeia

En diversos museus arqueològics, es mostren brasers procedents d'Etruria i Roma. En general fabricats en bronze, tenen formes quadrangulars, circulars i oblongues; es recolzen sobre peus en forma de rodes o de urpes d'animals, o en trípodes, i alguns porten rics adorns en relleu. El seu ús com peveters, en principi, era més religiós que termodomèstic. Així semblen indicar-ho també els exemples trobats a la Península ibèrica, de brasers ibèrics del segle vii.

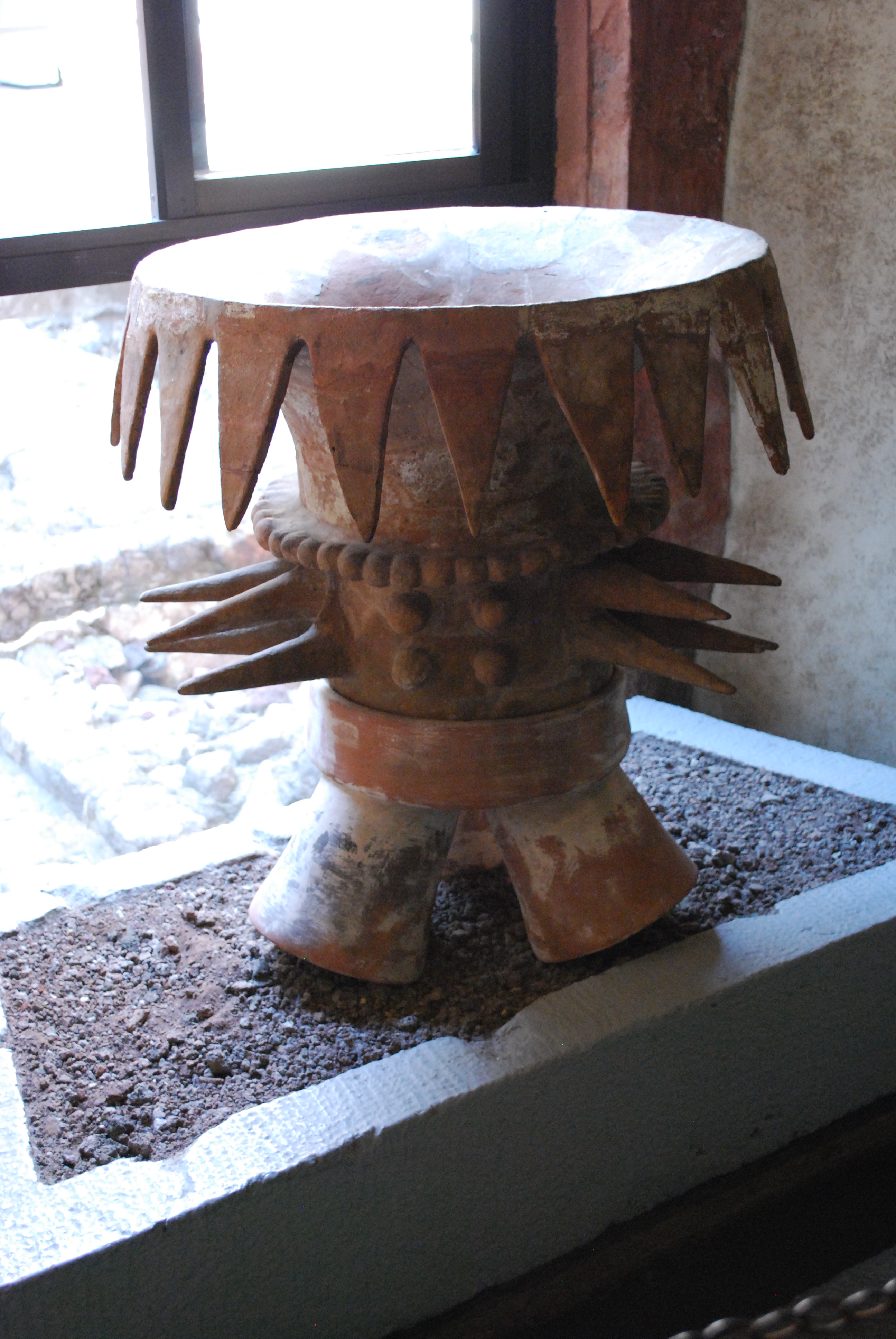
"Tlecaxilt", braser de la cultura Tlahuica

Potser el precedent més antic del braser sigui un avantpassat del " korsi " iranià, empleats entre altres ocasions amb motiu de la festa persa de la Yalda. A l'Amèrica precolombina, hi ha nombrosos artefactes similars, des del "tlecaxitl" asteca d'usos religiosos, fins als brasers-fogó estudiats per l'instructor Raúl Ybarra. Al Japó hi ha un enginy semblant, el "kotatsu". I a Sud-amèrica, sobretot al Riu de la Plata, encara es conserva un model de braser amb funcions de barbacoa.

## Brasers històrics

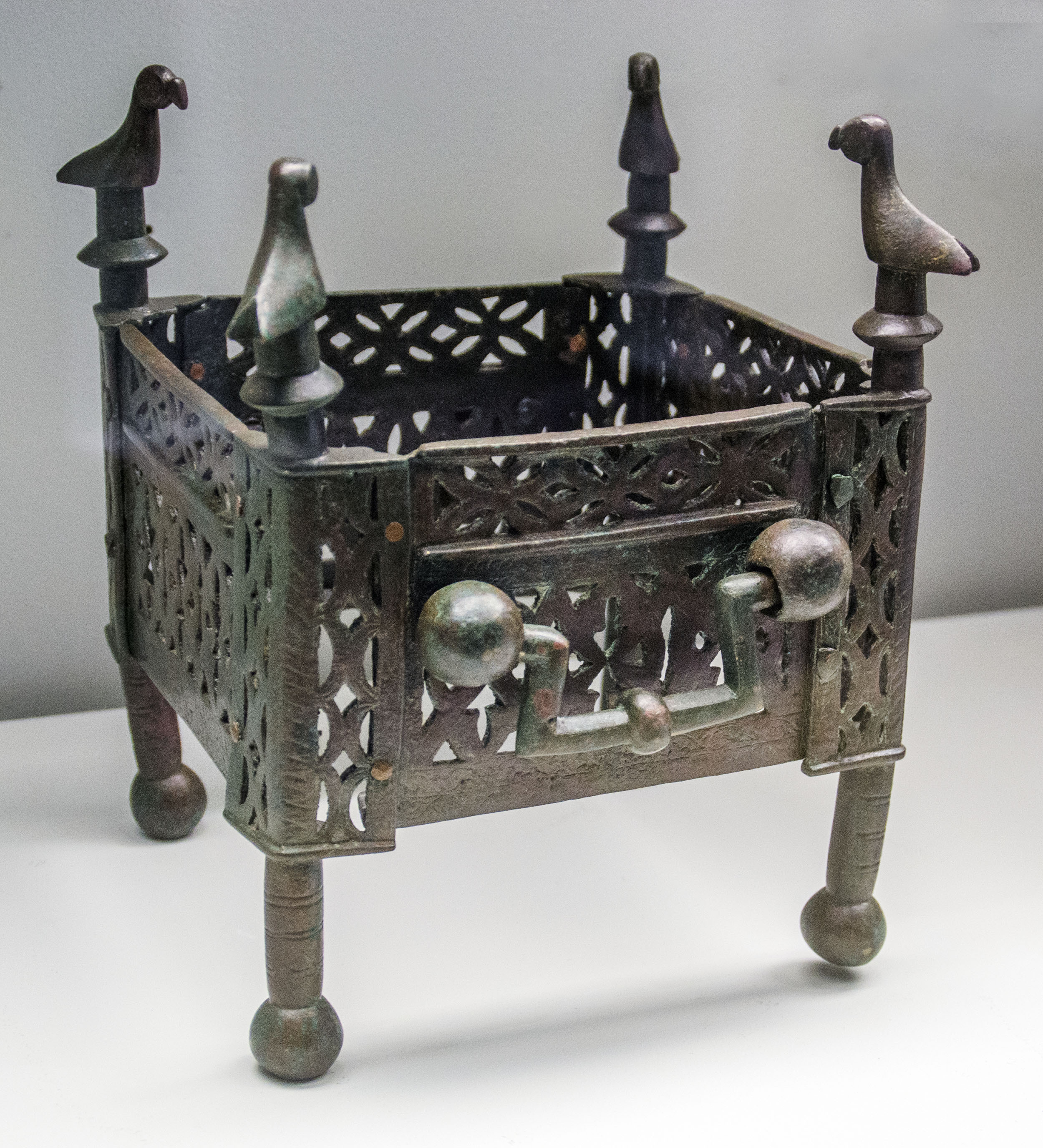
Braser de bronze-llautó d'època almohade

Al Museu Episcopal de Vic es conserva un braser datat al segle xiv que tanmateix respon a una tipologia d'arrel romànica o fins i tot anterior.
El Museu d'Història de Barcelona conserva una parella de brasers de grans dimensions, peces cabdals de la metal·listeria barroca catalana, que van ser realitzats pel courer Pere Cerdanya l'any 1675 i que van servir per escalfar el Saló de Cent de la Casa de la Ciutat de Barcelona.
En dos dels quadres més importants del pintor català Marià Fortuny,. El col·leccionista d'estampes i La vicaria, hi destaca el protagonisme de sengles brasers.

## Materials

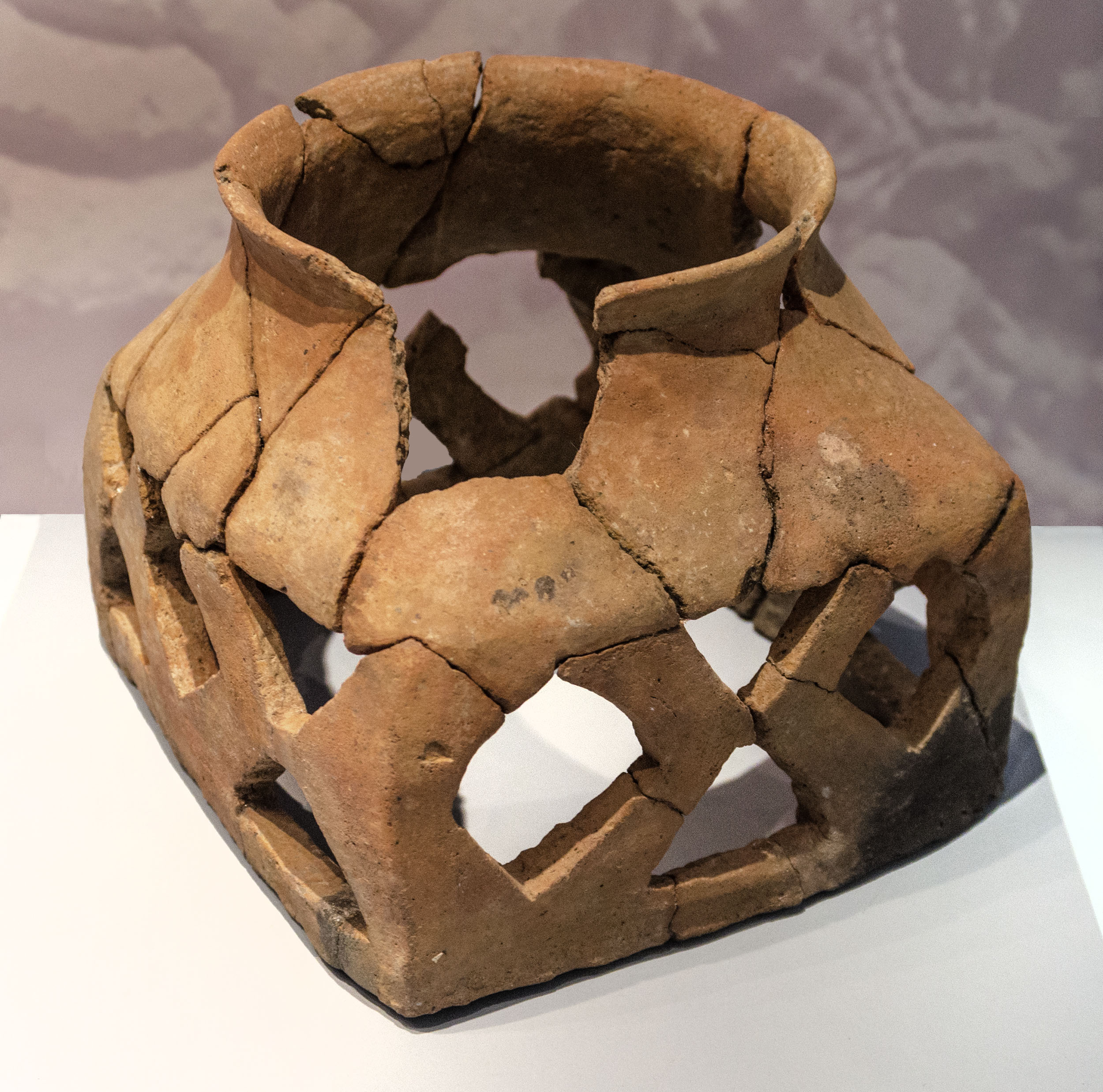
Braser de ceràmica datat del

Encara que el braser més estès i de major tradició va ser el braser metàl·lic de diferents aliatges al llarg de la Història, també van existir diversos models de braser ceràmic (per la seva condició d'objecte terrisser amb precedents més antics). Solien ser recipients oberts, ovoides en la forma i amb múltiples forats. S'ha confós sovint amb el fogó portàtil, usat per mantenir calenta l'olla del menjar, si bé aquest, i especialment la seva brasa podien utilitzar-se com a braser o per alimentar-lo.
Un altre capítol important ho ocupen els brasers de fina pedra picada, molts d'ells en pedres nobles, freqüents entre les restes de la civilització àrab a al-Àndalus.

## Ús i funcionament[15]
El braser domèstic metàl·lic és un recipient còncau proveït generalment d'una tapa amb esquerdes per les quals surt la calor o bé, els més modestos, d'un filferro metàl·lic per no cremar-se. Per evitar el contacte amb el terra, els models cars incloïen un peu o suport. El combustible per excel·lència era un tipus de carbó vegetal molt menut i de llarga combustió.
El braser es col·loca al centre de les habitacions o sota unes taules especials, anomenades taules lliteres, sobre una tarima de fusta perforada al centre per encaixar-lo, que també serveix de reposapeus. Per revifar el foc s'utilitza un instrument metàl·lic consisteix en un mànec i una paleta rodona, doblement perforada a la vora superior; quan la combustió llangueix i baixa la calor, es remou amb la paleta amb molta cura. A les persones que passaven molt de temps assegudes a la taula llitera, li sortien a les cames una mena de taques o butllofetes molt incòmodes.
Considerat un enginy perillós dins de l'habitatge pel fet de generar brasa sense estar perfectament protegit i de produir tufo, va ser causa d'incendis freqüents, principalment en entrar en contacte amb les faldilles de la taula llitera i diverses peces de roba de les persones. Tot i això, el perill més greu era la possibilitat d'enverinament per emissió de monòxid de carboni, que es produïa especialment en habitacions poc ventilades, per combustió incompleta per falta d'oxigen.

## Braser elèctric
A la segona meitat del segle xx el tradicional braser va caure en desús. L'ús del braser tradicional amb cisco/carbó/picó requeria un lloc on emmagatzemar el carbó, un lloc on llençar les cendres, i era una tasca molt bruta per a un petit habitatge de ciutat, i amb el desenvolupament econòmic n'hi havia que preferien l'ús del braser elèctric per la comoditat de tenir un endoll i fins i tot un interruptor al cable, que permetia disposar de calor immediata i sense brases de carbó que pogués generar un incendi per alguna espurna o una intoxicació pel CO produït per una mala combustió d'aquestes.
Actualment, encara queden persones, sobretot molt grans i als pobles, que segueixen usant aquest tipus de brasers, i, per desgràcia, cada any hi ha moltes morts, per incendis o per inhalació de CO per mala combustió del carbó o el mateix incendi provocat per una resistència que es posa al vermell viu en el cas dels brasers elèctrics i que quan alguna cosa contacta amb ella crema.
És fàcil adormir-se a la calor del braser i que el calçat, o alguna peça, o l'anomenada "roba de llitera" (hi ha diferents noms per a aquesta tela, normalment gruixuda, d'abric, amb què es cobreix la taula-llitera on es col·loquen els brasers), acabi sense adonar-se'n contactant amb el braser, fins i tot cometre la imprudència de deixar-lo encès (o per oblit) mentre s'adorm o s'està fora de casa, i que l'alt consum energètic del braser generi sobreescalfaments a els cables, a l'endoll o a la taula i aquesta "roba" amb què es cobreix la taula-llitera per evitar que la calor (l'aire calent) surti de sota la taula.
En alguns habitatges, per evitar el contacte que hi pogués haver amb els peus, posaven al braser una protecció, com una gàbia, encara que això no evitava les espurnes o la mala combustió.
Després va sorgir un altre aparell, que, igual que els brasers elèctrics, porten una resistència que s'escalfa amb el pas del corrent elèctric, i que se sol conèixer per "lloret" ja que tenen forma de gàbia petita, i es pengen sota de la tapa de la taula llitera (amb uns consums mitjans de 450 W).
I finalment, per evitar tots els riscos del braser elèctric (que en casos d'oblidar apagar-lo acaben sent focus d'incendi), i per reduir els costos energètics del braser elèctric, que és molt elevat, cada dia són més les persones que trien calefactors ecològics de molt baix consum, que, sense perdre qualitat a la calor, consumeixen menys de 100 w. Amb això s'eviten els problemes de circulació a les cames, els incendis, els elevats consums i altres perjudicis que causaven els brasers i que ja s'han resolt.

## En la cultura
Dos pintors, el català Fortuny al segle segle xix, i el cordovès Julio Romero de Torres al primer terç del segle segle xx, van pintar bells exemples de brasers i suports, fruit de la fantasia dels artesans calderers .

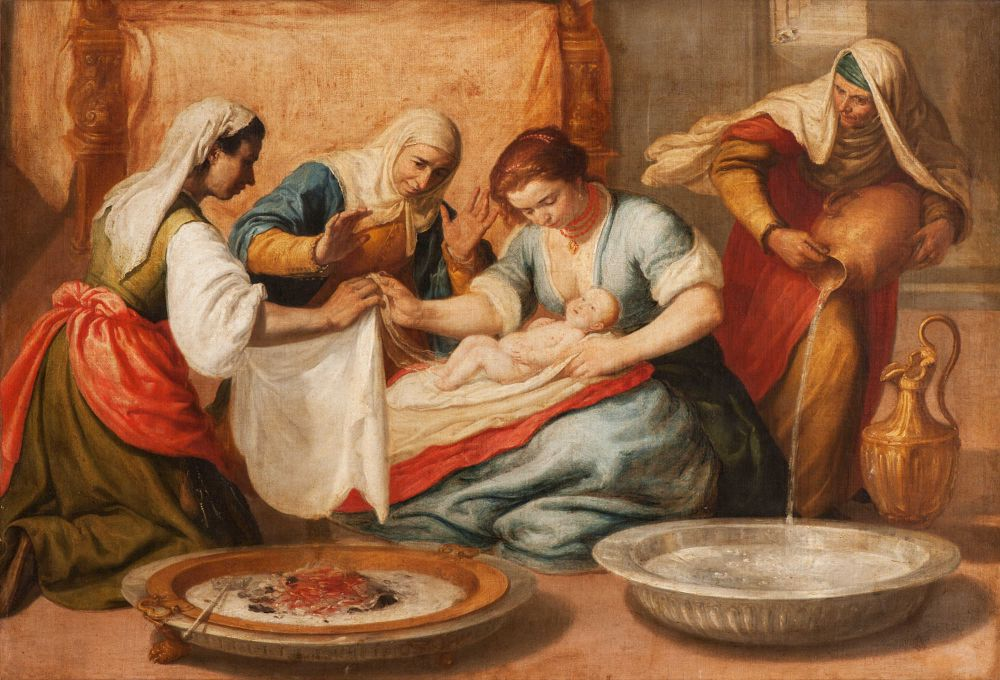
Braser encès, en El naixement de la verge, oli anònim del segle xvii.
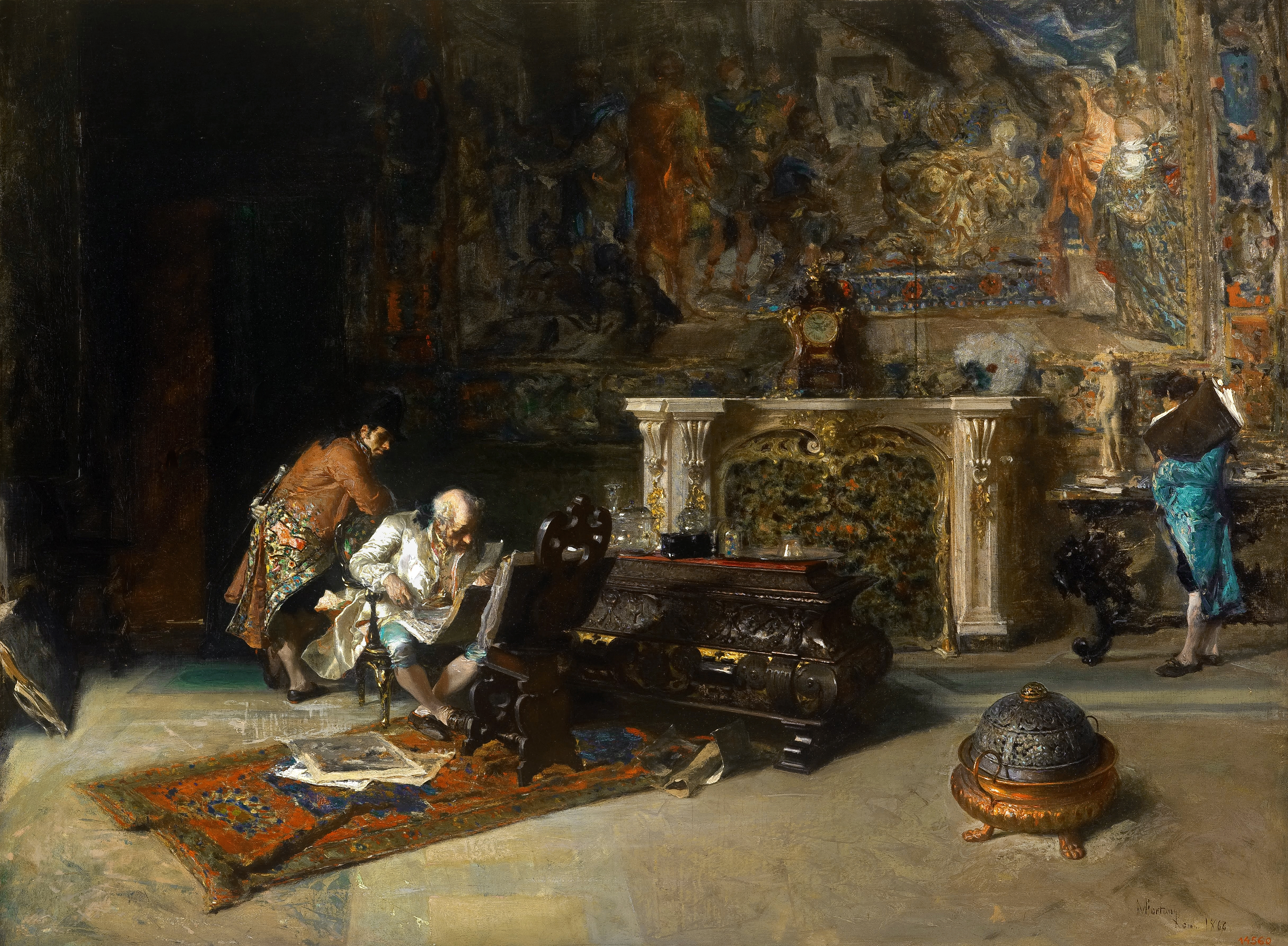
Braser amb suport de metall en El col·leccionista d'estampes (gravats), pintat per Mariano Fortuny (c.1870).
A baix, a l'esq., el gran braser de la Vicaria, obra costumista de Mariano Fortuny (c.1870).MNAC
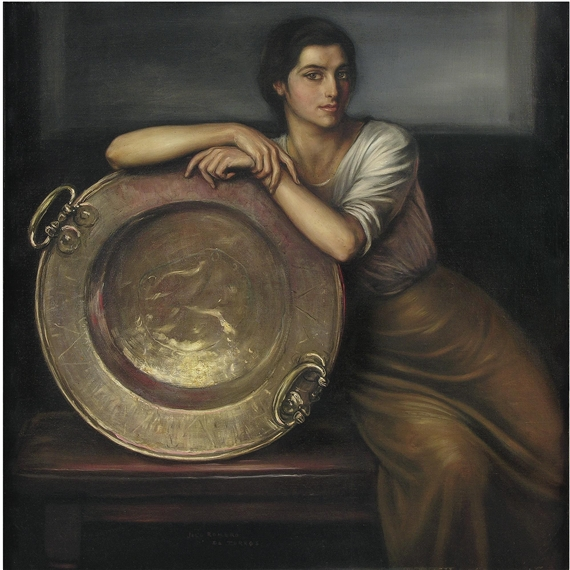
Gran braser amb la model Amparo, a l'oli sobre llenç pintat per Julio Romero de Torres el 1920.
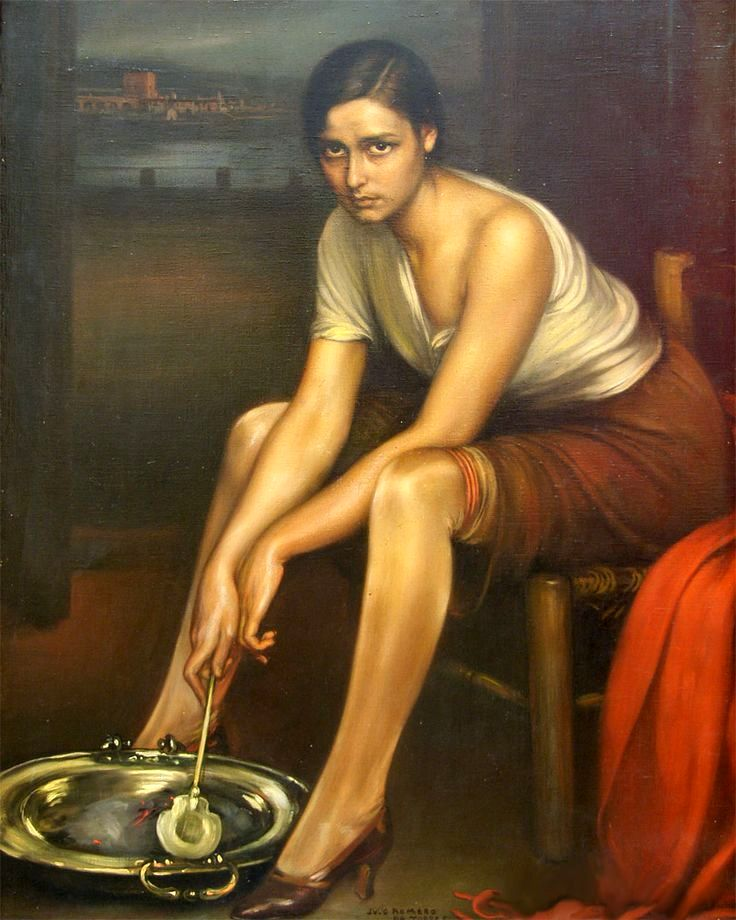
:La piconera (1930), un dels últims olis de Julio Romero de Torres

## Riscos
- Incendis per braser als habitatges, gairebé sempre de greus conseqüències.
  - Si el braser és de cisco o picó (un carbó vegetal picat en trossos molt petits):
    - Pel contacte de la roba de la llitera amb les brases.
    - Perquè de les brases salti alguna espurna que pengi la roba de la llitera.
    - Si la roba no s'aixeca per deixar que l'aire calent surti, la temperatura sota la roba de llitera pot ser elevada i arrestar. Cosa que calia evitar en sortir o anar a dormir. Especialment a la nit, calia cobrir el braser per evitar que alguna espurna arribés a la roba i per ofegar la combustió, i fins i tot deixar la roba de llitera aixecada.

  - Si el braser és elèctric
    - Pel contacte de la roba de la llitera amb les parts incandescents o d'alta temperatura del braser.
    - Per errors elèctrics deguts al deteriorament del braser, del cable, o els contactes, o sobrecàrrega a la instal·lació elèctrica (ja que són equips d'alta potència).
    - En utilitzar-lo per primera vegada cada temporada de fred, s'ha de netejar molt bé per retirar restes de pols o brutícia que es pugui haver acumulat i que pugui cremar o dificultar l'adequada incandescència del braser.
    - Per elevació de la temperatura sota la roba de llitera, igual que passava amb el braser de carbó vegetal.

Deixar el braser encès en sortir de casa perquè els nostres animals segueixin tenint calefacció, o muntar un petit estenedor per assecar la roba sota la taula llitera, han estat també causants d'incendis domèstics.
- Inhalació de monòxid de carboni (CO).
  - Perquè nosaltres, i la combustió de les brases, consumim oxigen i, arribat un punt, pot passar que falti i hi hagi una mala combustió i amb això augmenti el CO a l'ambient fins a un punt perillós i fins i tot mortal.
  - Pel fum d'un incendi encara que es pugui quedar localitzat a taula sense arribar a estendre's per l'habitatge.
- Cremades per contacte. Tant el de cisco com l'elèctric arriben a temperatures perilloses.
  - En calçat
  - Als peus
  - Compte amb els menors o animals que puguin anar sota la llitera!
- Cremades corporals que pot arribar a ser severes i fins i tot mortals.
  - En el cas dels brasers de carbó vegetal, n'hi ha que aprofiten el caliu[18] del dia anterior i després de treure les cendres hi posen brases noves i en comptes ventar[19] per avivar les brases, les ruixen amb algun líquid inflamable.
- Problemes circulatoris ( varius, insuficiència venosa crònica -IVC-, entre d'altres)
  - La temperatura sota la roba de llitera que genera un braser és un dels factors causants i agreujants de la insuficiència venosa.
  - A això (com li passa, també, als que usen radiadors d'oli petits sota la llitera en comptes de brasers) s'hi afegeix l'exposició directa a aquestes fonts de calor d'alta temperatura, que incideix en el mateix mal a la circulació.